# Tusindfrø
Tusindfrø (Radiola linoides) er en meget spæd og uanselig, énårig plante. Stænglen er hårfin og gaffelgrenet helt fra grunden. Bladene er små, ægformede og sidder modsat. Blomsterne er talrige, men bittesmå. Frugten er en 8-rummet kapsel.
Størrelse
0,02 x 0,05 m
Hjemsted
Planten findes i Vest- og Mellemeuropa, Middelhavslandene, Nordafrika og Mellemøsten.
Habitat
Tusindfrø vokser udelukkende i udtørrende klitsøer, det vil sige tidvis fugtig, sandet og kalkfattig jordbund.